# Barbapapa (série télévisée d'animation)
Pour les articles homonymes, voir Barbapapa (homonymie).
Barbapapa autour du monde
Barbapapa est une série télévisée d'animation franco-nippo-américaine créée par Annette Tison et Talus Taylor en 1974. Comptant 45 épisodes de 5 minutes, elle est adaptée de la collection de livres dont le premier est paru en 1970.
En France, la série a été diffusée à partir du 2 octobre 1974 sur l'ORTF, puis rediffusée sur TF1, La Chaîne Disney, Antenne 2, FR3, Canal J, La Cinquième, Télétoon+, M6 et Piwi+. Cette première série est appelée « série classique ».
Une deuxième série de 48 épisodes de 5 minutes a été créée en 1977, reprenant cette fois-ci les aventures des Barbapapa en bande dessinée parues dans la revue Le Journal de Barbapapa.
Une troisième série en 50 épisodes, Barbapapa autour du monde, est diffusée en 1999.
En juin 2017, TF1 annonce la production d'une nouvelle saison produite par Normaal Animation intitulée Barbapapa en famille. La diffusion des 52 nouveaux épisodes de 11 minutes a commencé en décembre 2019.

## Synopsis
Cette série, destinée aux enfants, met en scène les aventures de Barbapapa, Barbamama et leurs sept enfants (Barbalala la musicienne, Barbibul l'inventeur, Barbabelle la coquette, Barbidou l'ami des animaux, Barbotine l'intellectuelle, Barbouille l'artiste peintre, et Barbidur le costaud), de drôles de personnages très colorés ayant la faculté de se transformer en objets de leur choix. Socrate (plus tard Lolita) est le chien de la famille.

## Personnages
Dans la série originale, il faut dix épisodes au narrateur pour présenter (et nommer) tous les personnages et ils sont présentés dans l'ordre suivant :
- Barbapapa, le père de couleur rose
- Barbamama, la mère, de couleur noire, porte une couronne de fleurs rouges
- Barbouille, l'artiste peintre, de  couleur noire à longs poils
- Barbidur, le sportif de couleur rouge
- Barbotine, l'intellectuelle de couleur orange, porte une couronne de fleurs bleues et des lunettes vertes
- Barbidou, l'ami des animaux de  couleur jaune
- Barbalala, la musicienne de  couleur verte, porte une couronne de fleurs roses
- Barbibul, l'ingénieur de  couleur bleue
- Barbabelle, la coquette de  couleur violette, porte une couronne de fleurs jaune et un collier blanc (rouge saison 1 et rose fuchsia saison 2)
- Lolita, le chien de la famille des Barbapapa (noir et blanc)
- Claudine et François, les amis des Barbapapa
- Les parents de Claudine et François
- Bébé Alice

## Fiche technique
- Titre original : Barbapapa
- Titre français : Barbapapa
- Création :  Annette Tison et Talus Taylor
- Réalisation : Kôichi Sasaki, Katsuhisa Yamada, Atsushi Takagi
- Scénario : Masaki Tsuji d'après les livres d'Annette Tison et Talus Taylor
- Direction artistique :	Tadami Shimokawa
- Animation : Tsunehito Nagaki, Topcraft
- Musique : Joop Stokkermans (BO sur deux 33 tours Philips : 9299 230 (1ère série)[2] et 9299 853 (2ème série)[3])
- Production : Tôru
- Sociétés de production : Chunghwa Cartoon Company, Kôdansha, PolyScope BV
- Pays d'origine :  États-Unis /  France /  Japon /  Pays-Bas /  Pérou
- Langue originale : anglais / français / japonais
- Format : couleur - 35 mm - 4/3 - son mono
- Nombre d'épisodes : 93 (2 saisons)
- Durée : 5 minutes
- Dates de première diffusion :
  - France : 2 octobre 1974 (ORTF)
  - Pays-Bas : 15 décembre 1974 (NOS)
  - Japon : 4 avril 1977 (TV Tokyo)

## Distribution (voix)

### Voix françaises
- Ricet Barrier : narrateur de la première série et interprète de tous les personnages

#### 2019
- Bernard Alane : narrateur / Strict
- Bruno Magne : Barbapapa
- Nathalie Karsenti : Barbamama
- Youna Noiret : Barbidur
- Kaycie Chase : Barbidou
- Fily Keita : Barbibul
- Marie Facundo : Barbouille
- Emmylou Homs : Barbalala
- Adeline Chetail : Barbabelle
- Lucille Boudonnat : Barbotine
- Jérémy Prévost : Roy

Direction artistique : Nathalie Homs pour Normaal Animation

## Épisodes
Barbapapa est diffusé pour la première fois en France le 2 octobre 1974 sur la première chaîne de l'ORTF. Elle est rediffusée le 8 janvier 1975 dans l'émission Les Visiteurs du mercredi sur TF1, en 1979 dans Acilion et sa bande, et en 1984 dans Croque-vacances. Elle est ensuite rediffusée en 1987 et en 1988 sur Antenne 2, en 1993 sur Canal J et depuis 2005 sur M6.

### Première série (1974)
1. La naissance
2. Le feu
3. La plage
4. En route
5. La mer
6. L'Inde
7. L'Amérique
8. Barbamama
9. Le port
10. Le château
11. Problème de maison
12. La maison de Barbapapa
13. Le petit train
14. Le désert
15. Les œufs
16. Les beaux-arts
17. Le sport
18. Baby-sitter
19. Le microscope
20. Chef de gare
21. Poterie
22. La valise
23. L'Afrique
24. La tonte des moutons
25. Le tissage
26. Le taureau
27. Le biberon
28. La métamorphose
29. La coiffure
30. Le ski
31. Pollution
32. La forêt
33. La régate
34. Les puces
35. Les vendanges
36. Les insectes
37. La machine
38. Photo de mode
39. Le concert
40. Anniversaire
41. Alpiniste
42. La chasse
43. Le pique-nique
44. Le sauvetage
45. Retour sur Terre

### Deuxième série (1977)
1. La tirelire
2. Matador
3. Mexique
4. Le piège
5. Le repas de bébé
6. Le cirque
7. Docteur Barbidou
8. Le facteur
9. Anniversaire de bébé
10. Les animaux mystérieux
11. La jambe cassée
12. Le terrain de jeux
13. Les jouets
14. Le voleur mystérieux
15. Le robot
16. Le safari
17. Sauvons les baleines
18. Cache-Cache
19. Bataille de saloon
20. Mystère de la tarte
21. Mystère des œufs
22. L'auto
23. Buffalo Bill
24. Le dinosaure
25. La disparition de Barbapapa
26. Ecole en plein air
27. Exposition canine
28. Noël
29. Le retour du fantôme
30. Ecole de musique
31. Le monstre
32. La maison hantée
33. Professeur Panda
34. Le voleur
35. Le secret de Barbouille
36. La course automobile
37. L'Antarctique
38. Le magicien
39. La comédie musicale
40. Le potier
41. Le théâtre
42. La fête de l'école
43. Mystère de la jungle
44. Visite au Japon
45. Le jardin
46. L'oiseau migrateur
47. Barbibul
48. Barbouille et Barbabelle
49. Barbidou et Barbalala
50. La course de chevaux
51. Le dragon
52. En montgolfière
53. La tempête nocturne
54. Le parapluie
55. Histoire d'amour des écureuils

### Barbapapa autour du monde(1999)
Une troisième série intitulée Barbapapa autour du monde (Barbapapa sekai o mawaru) est produite au Japon en 1999 et raconte le voyage de la famille Barbapapa à travers le monde, allant à la découverte de tous les animaux.

### Barbapapa en famille(2019)
Une quatrième série française en 52 épisodes de 11 minutes intitulée Barbapapa en famille et co-produite par Normaal Animation et TF1 est diffusée à partir de décembre 2019.

## Chansons
Chansons principales
- Voici venir les Barbapapa (générique)
- Barbapapa rock (Barbapapa et Barbamama)
- J'aide mon papa (Barbapapa)
- La Famille des Barbapapa

Chansons de la famille des Barbapapa
- Dis-la, dis-la ton idée (Barbibul)
- La Chanson de Barbotine (Barbotine)
- Le Meilleur Ami des bêtes (Barbidou)
- La Chanson de ma boîte à peinture (Barbouille)
- La Chanson de Barbalala (Barbalala)
- Bravo pour Barbidur (Barbidur)
- Barbabelle, bella, bella (Barbabelle)

## Sorties DVD
Une première édition DVD sort le 8 août 2001 chez TF1 Vidéo (ASIN B00005MEM3). Elle comporte trois coffrets comprenant les trois premières séries, respectivement intitulées :
- La Naissance des Barbapapa (première série, vol. 1 à 3)
- Les Aventures des Barbapapa (deuxième série, vol. 4 à 6)
- Le Tour du monde des Barbapapa (troisième série, vol. 7 à 9)

Les trois coffrets ressortent le 6 avril 2006. Ils ne portent plus de numéro mais le nom d'un Barbapapa :
- La Naissance des Barbapapa
  - Barbapapa (épisodes 1 à 15)
  - Barbibul (épisodes 16 à 30)
  - Barbotine (épisodes 31 à 45)
- Les Aventures des Barbapapa
  - Barbouille (épisodes 1 à 16)
  - Barbalala (épisodes 17 à 34)
  - Barbidou (épisodes 35 à 55)
- Le Tour du monde des Barbapapa
  - Barbabelle (épisodes 1 à 17)
  - Barbidur (épisodes 18 à 33)
  - Barbamama (épisodes 34 à 50)

Les trois coffrets sont enfin regroupés dans un coffret unique de 9 DVD intitulé La Famille Barbapapa, l'intégrale sorti en 2008 chez TFOU Vidéo.

### La Famille Barbapapa, l'intégrale(9 DVD, 2008)
L'ordre des épisodes diffère quelque peu de la diffusion.